# リール・ヴィルヌーヴ＝ダスク・アウトサイダーアート近現代美術館
リール・ヴィルヌーヴ＝ダスク・アウトサイダーアート近現代美術館 （フランス語：Lille Métropole Musée d'art moderne, d'art contemporain et d'art brut)は、近現代美術専門の美術館である。
フランス文館名の頭文字をとって「LaM（ラム）」と呼ばれて親しまれている。
延床面積約4,000m2の展示スペースに総作品数約4,300から4,800点以上のコレクションを擁するLaMは、
20世紀および21世紀芸術の主要な構成要素である近代美術（モダンアート）から現代美術（コンテンポラリーアート）まで、および多数のアウトサイダー・アートのコレクションを一堂に観賞できるヨーロッパで唯一の美術館とされている。
同敷地内には図書館が併設され、周囲は彫刻作品のある公園になっている。

## 主な収蔵品
著名な収蔵作家
- パブロ・ピカソ
- アメデオ・モディリアーニ
- ジョアン・ミロ
- ジョルジュ・ブラック
- フェルナン・レジェ
- アレクサンダー・カルダー
- アルチュール・ヴァン・エック（英語版）
- セラフィーヌ・ルイ

ほか、多数のアウトサイダー・アート
主な作品画像

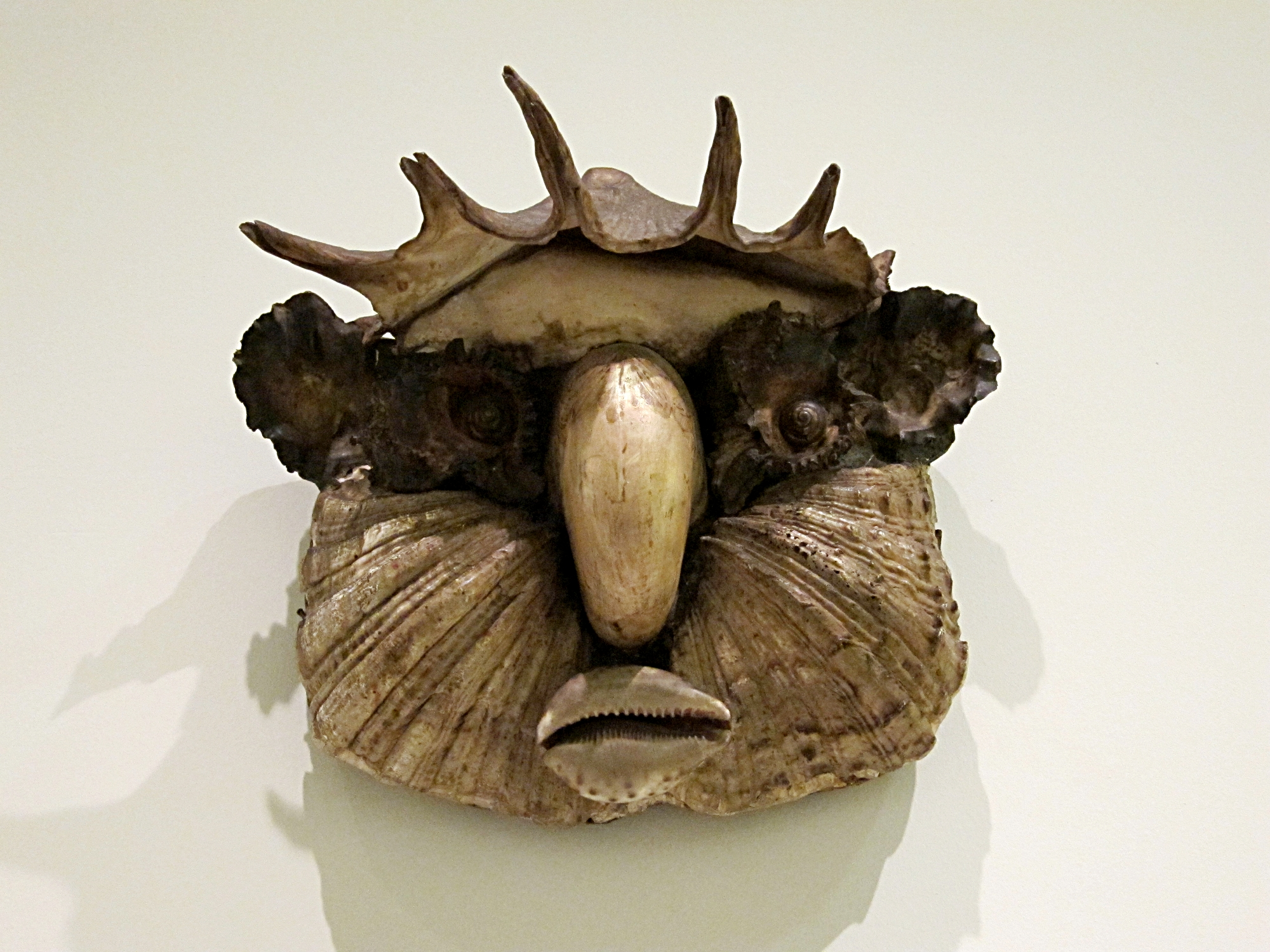
「La reine Victoria （ヴィクトリア女王）」 - Pascal-Désir Maisonneuve 1927-28年 貝殻
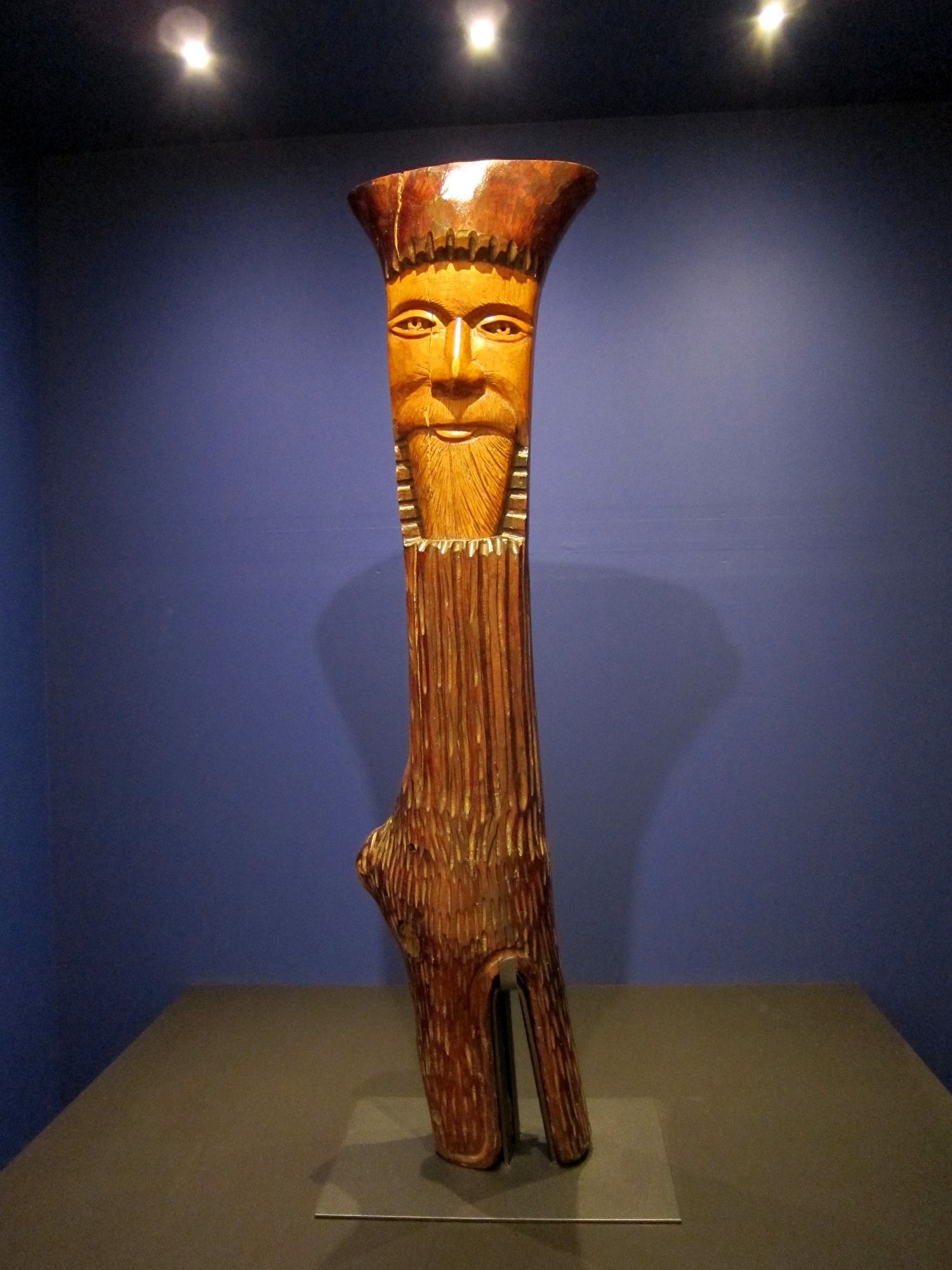
「Homme-animal」 - Adolphe Julien 1839-1910年 木彫
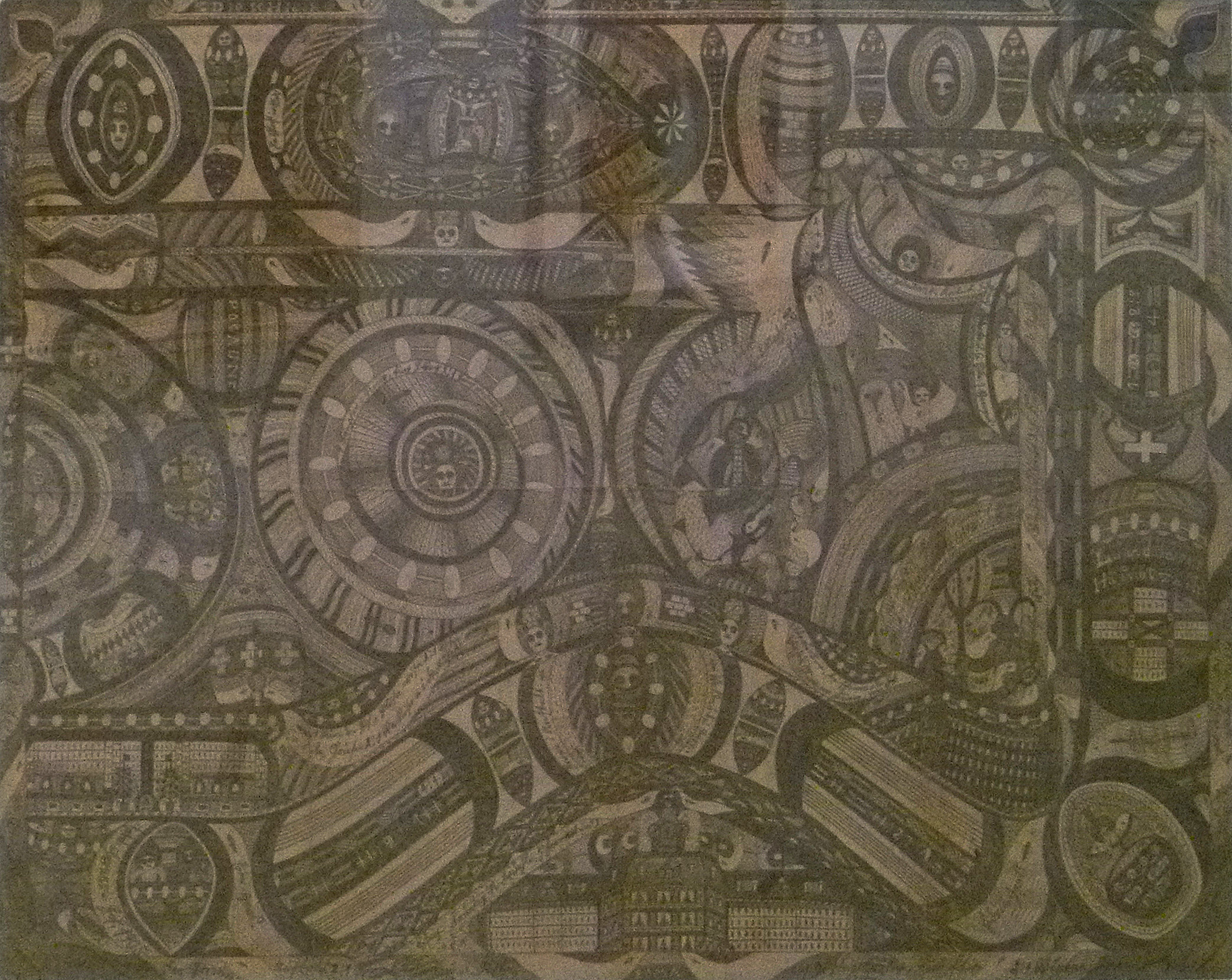
「Hotel Berner-Hof （ホテル･ベルナーホフ）」 - Adolf Wölfli　1905年 グラファイト(黒鉛)鉛筆、紙
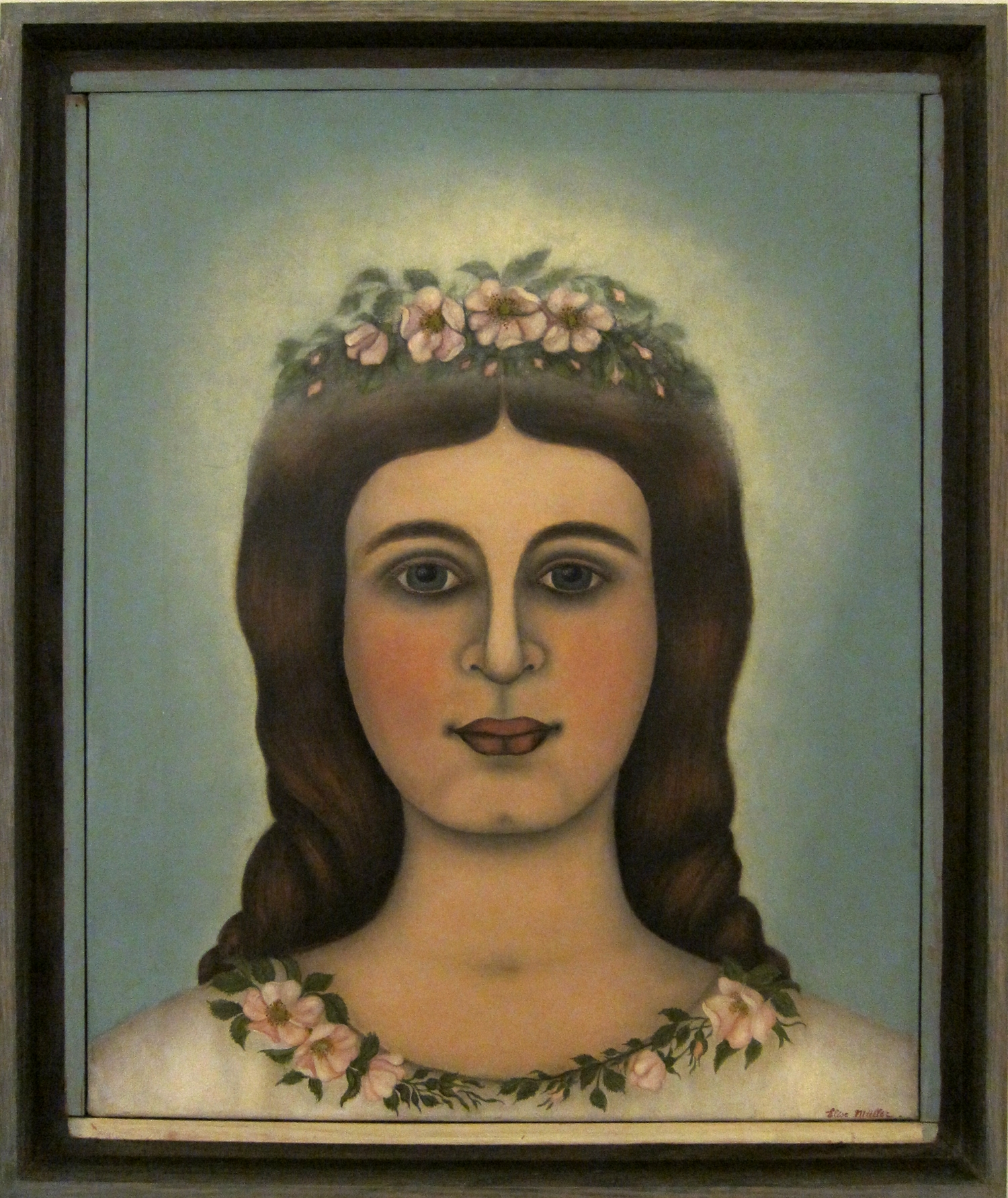
「La fille de Jaïrus （ヤイロの娘）」 - Hélène Smith 1913年 油彩、キャンバス
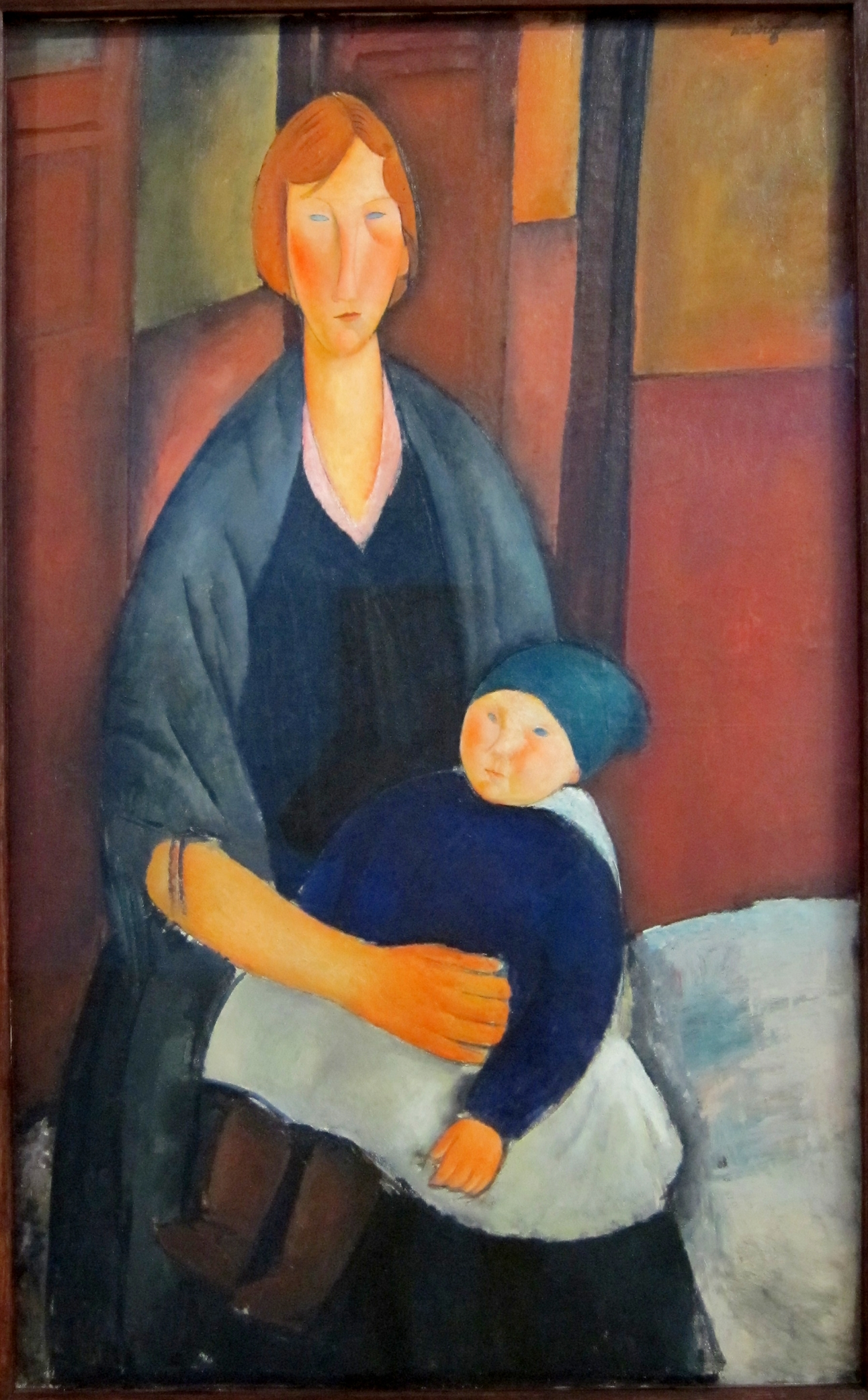
「Maternité（母性/母親）」 - アメデオ・モディリアーニ 1919年 油彩、キャンバス
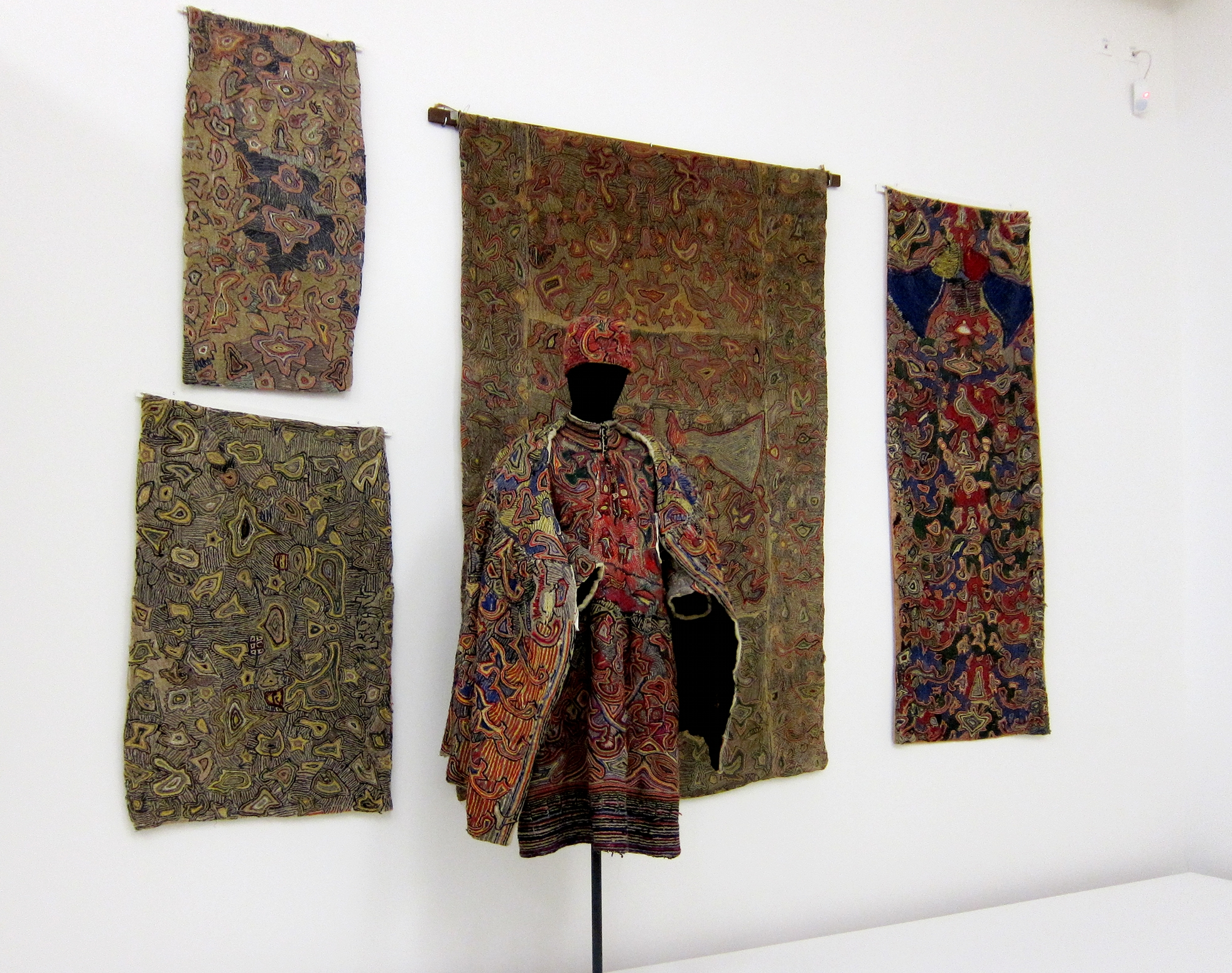
La robe de Bonneval
「Abendliche Figur （夕暮の人物）」 - パウル・クレー 1935年
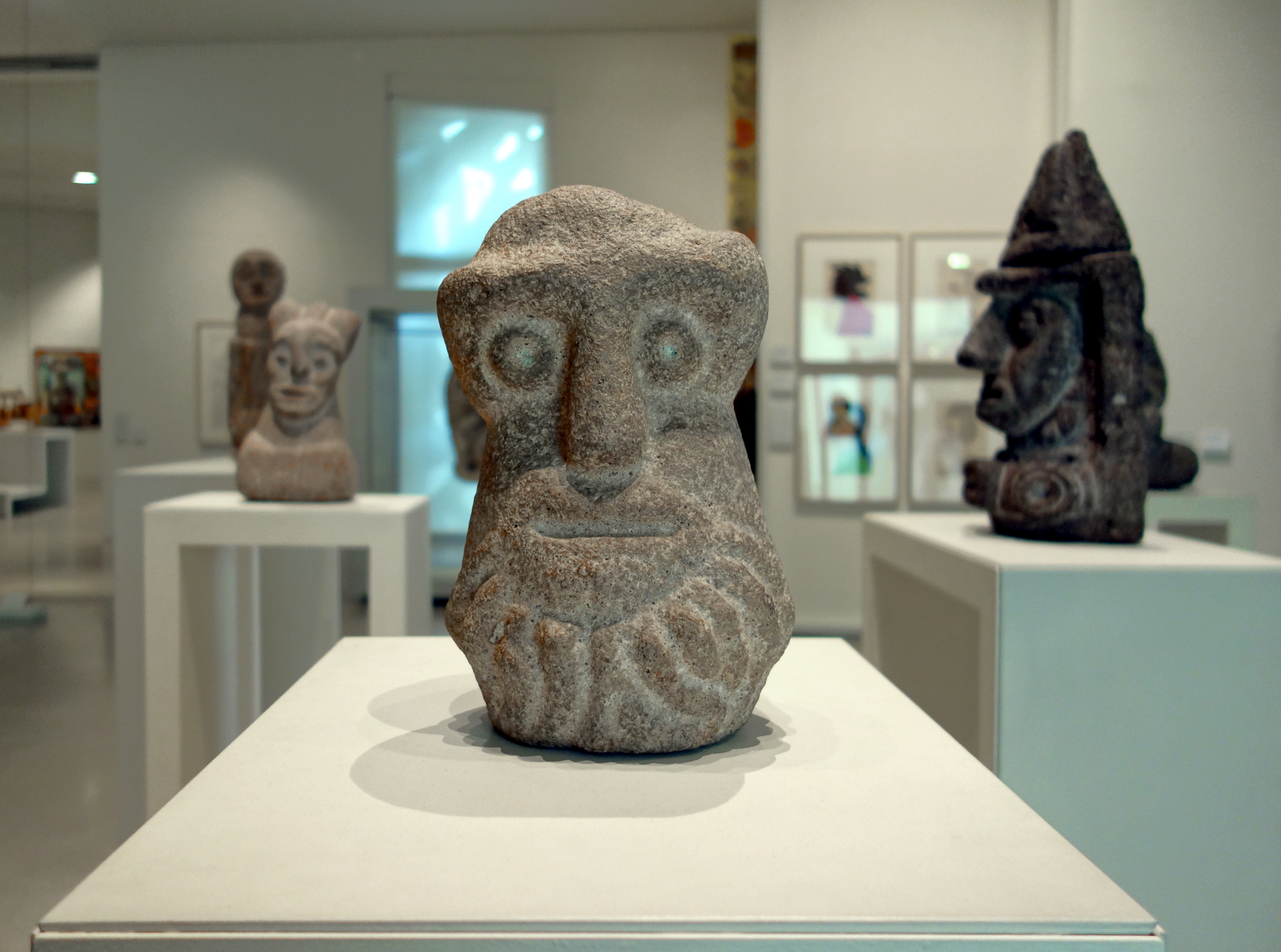
Barbus Müllerシリーズ 石彫

## 脚註
1. ↑  “Jocondeデータベース上の登録総数”.   www.culture.gouv.fr. 2011年4月18日閲覧。
2. 1 2 3  fr:Lille Métropole Musée d'art moderne, d'art contemporain et d'art brut&oldid=122364262